# Mausoléu de Rômulo

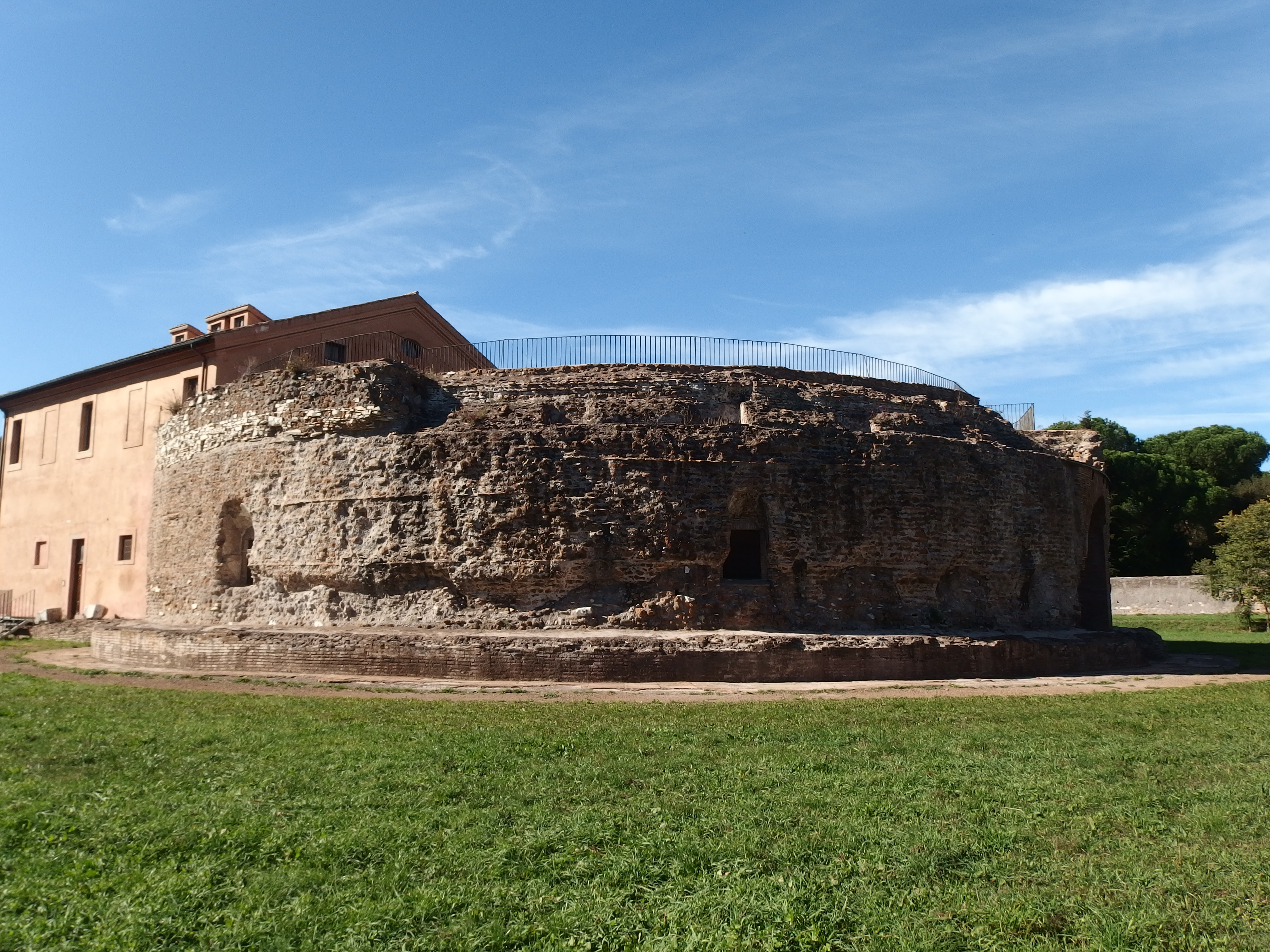
Vista do mausoléu atualmente. À esquerda, a casa de campo da família Torlonia construída no local no século XVIII

Mausoléu de Rômulo é um dos três edifícios que compõem a Villa imperial de Maxêncio, juntamente com o circo particular e os restos de um palácio imperial. Esta villa é atribuída ao imperador romano Maxêncio (r. 306-312) e o mausoléu era dedicado a Valério Rômulo, seu filho mais velho, morto prematuramente.

## História

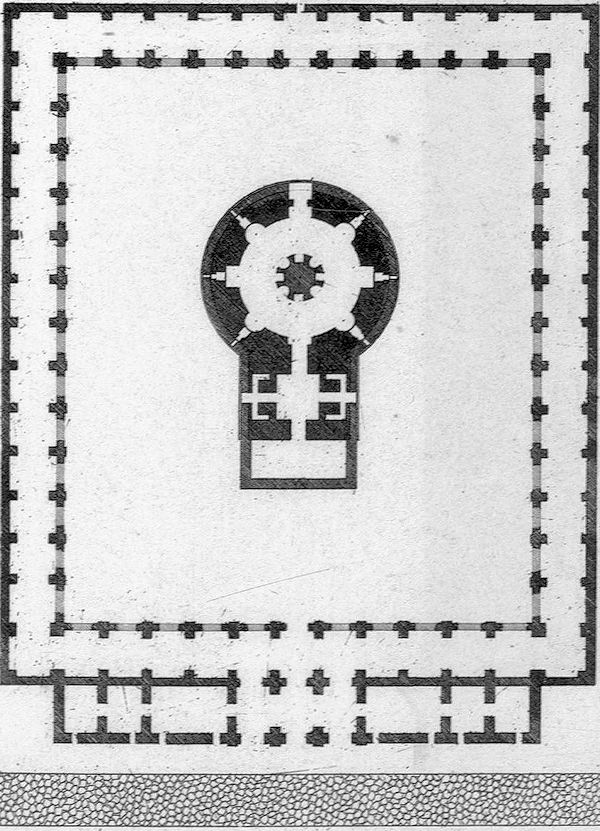
Planta do mausoléu

Maxêncio, cujo nome completo era Marco Aurélio Valério Maxêncio (278-312), era filho do imperador Maximiano, o co-imperador de Diocleciano, e de Eutrópia. Ele se autoproclamou imperador e governou a Itália e a África entre 306 e 312 com o reconhecimento do Senado Romano, mas não dos co-imperadores Galério e Severo. Apesar de contestado, Maxêncio foi o último imperador a morar permanentemente em Roma, uma cidade que ele amava e que fez o que pôde para embelezar: ele construiu importantes monumentos, como o Templo do Divino Rômulo, também dedicado a seu filho morto, a Basílica de Maxêncio (a última grande basílica civil de Roma e depois completada por Constantino I) e a Villa de Maxêncio com seu grande circo.
Na luta pelo controle do Império Romano, Maxêncio foi derrotado e morto pelas tropas de Constantino na famosa Batalha da Ponte Mílvio.
Valério Rômulo (294-309) era o filho mais velho de Maxêncio e tinha apenas dezesseis anos quando foi cônsul com o pai em 308 e novamente em 309. Como o imperador foi novamente cônsul sozinho em 310, estudiosos acreditam que ele tenha morrido em 309 e sepultado no mausoléu da família na Via Ápia. Quando Valério foi deificado, o Templo do Divino Rômulo foi construído no Fórum Romano.

## Descrição

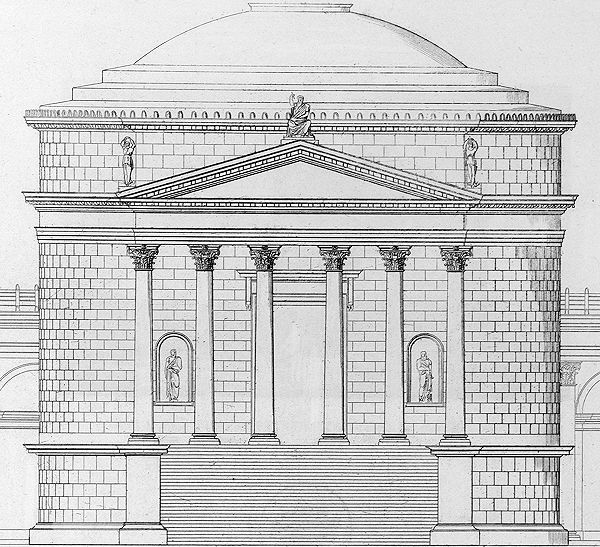
Reconstrução artística do monumento original, do qual apenas a base original ainda existe

O mausoléu foi originalmente tinha dois andares: um piso térreo abaixo onde ficaria a cripta e um piso superior, do qual quase nada restou. A cripta, não decorada, tem o formato circular com 33 metros de diâmetro com um grande pilar central e um corredor anelar no qual se abriam, de forma alternada, nichos retangulares e semicirculares, nos quais provavelmente seriam abrigados os sarcófagos da família. Não há nenhum vestígio de decoração no piso e nas paredes, o que sugere que o edifício jamais tenha sido completado. No grande pilar central também estavam abertos oito nichos alternados. A entrada original — emparedada séculos atrás e reaberta apenas no século XX — fica do lado oposto à fachada para a Via Ápia Antiga. Nada restou dos antigos blocos de mármore que revestiam as paredes, com exceção de uns poucos fragmentos.
A partir do corredor anelar se abria um vestíbulo quadrangular com seis colunas que provavelmente serviria de acesso para o piso superior. Este vestíbulo, no século XVIII, foi incorporado por uma casa de fazenda construída sobre a estrutura circular mais tarde transformada numa villa residencial para os príncipes da família Torlonia, proprietários da villa entre 1825 e 1943.
O piso superior, que servia para as celebrações públicas do "deus" Valério Rômulo, foi quase completamente demolido ao longo dos séculos. O sepulcro provavelmente era coberto por uma grande cúpula e foi provavelmente representado num grupo de moedas cunhadas por Maxêncio em homenagem à deificação de seu filho. No local resta apenas um terraço pavimentado em smapietrini moderno pelos Torlonia, construído apoiado na estrutura circular romana.
O quadripórtico que circunda o túmulo está encostado no lado sudeste no preexistente Sepulcro dos Servílios (século I a.C - século I d.C.).

## Escavações
Uma residência do século XVIII praticamente esconde o mausoléu para quem está na Via Ápia e ocupa o local um pórtico colunado antigamente envolvia a entrada principal do mausoléu. Originalmente uma casa de fazenda, a residência foi transformada num palácio pela família Torlonia, que foi proprietária da villa até o confisco pelo governo fascista italiano em 1943.
No final da campanha de escavações de 2011, realizada pela Universidade do Colorado em Boulder sob o comando do arqueólogo dr. Gianni Ponti, os membros da Associação Roma Sotterranea iniciaram a exploração do sistema hidráulico relativo a um poço situado nas imediações da Aula Palatina (a sala principal do palácio), que já havia sido descoberto em escavações anteriores. Estas explorações evidenciaram encanamentos relativos às diversas fases do aprovisionamento de água do local, das primeiras residências até o grande palácio imperial. Em 2013, foram descobertos dois ninfeus ("Maior" e "Menor").
Em 2014, o complexo foi reaberto para visitação pública depois de mais de 20 anos fechado.

## Galeria

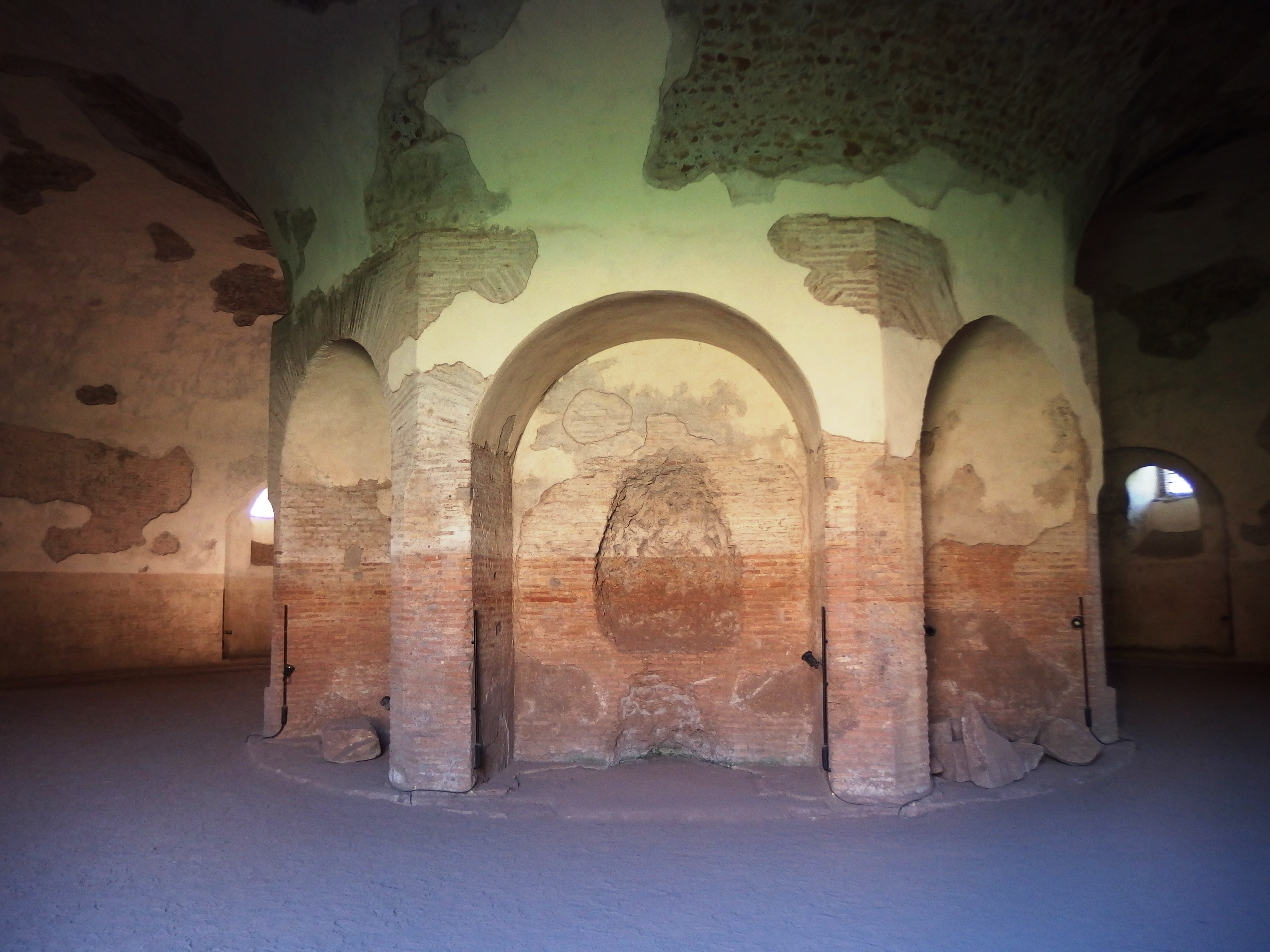
Pilar central e o corredor anelar.
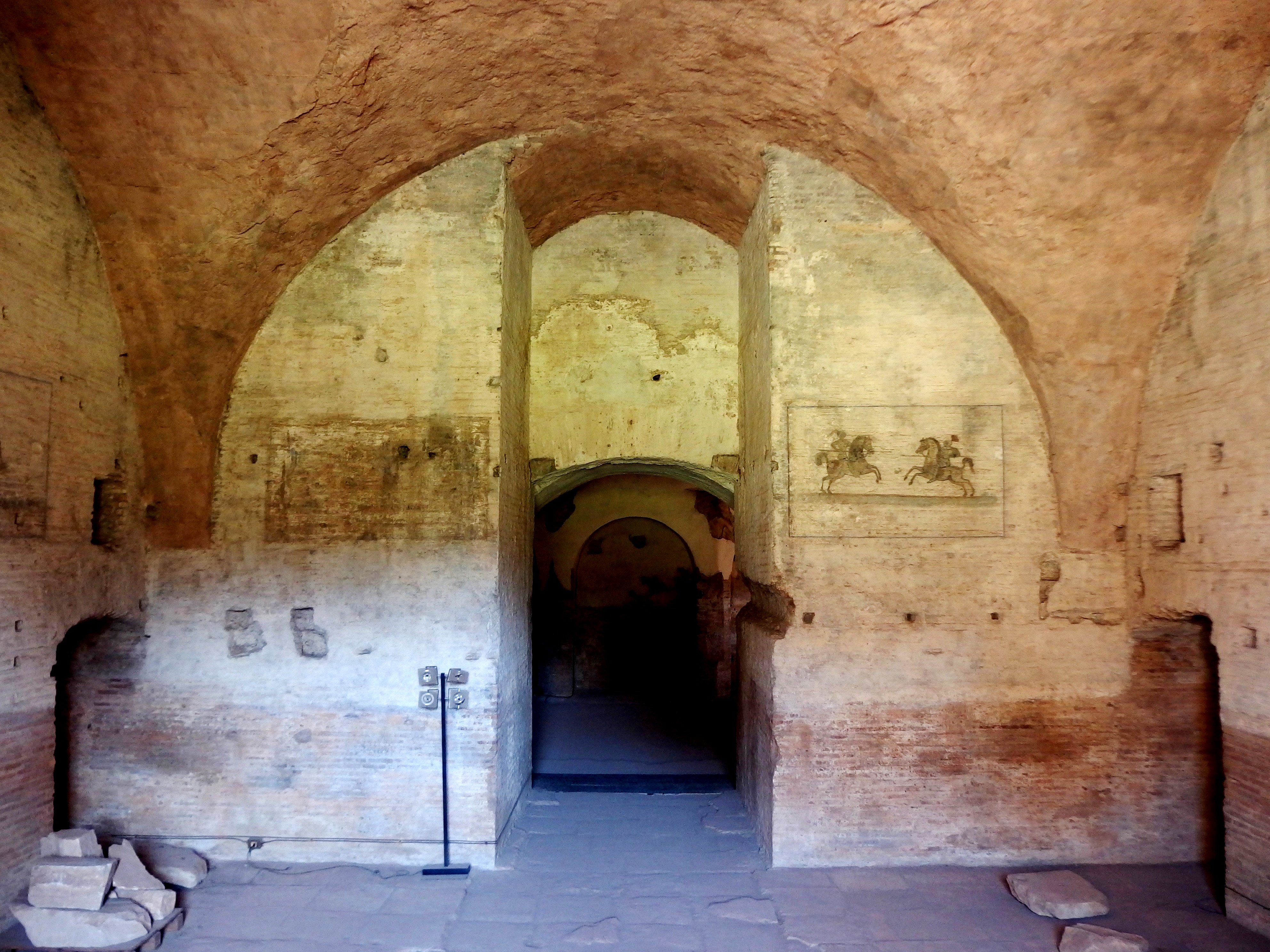
Passagem para o vestíbulo.
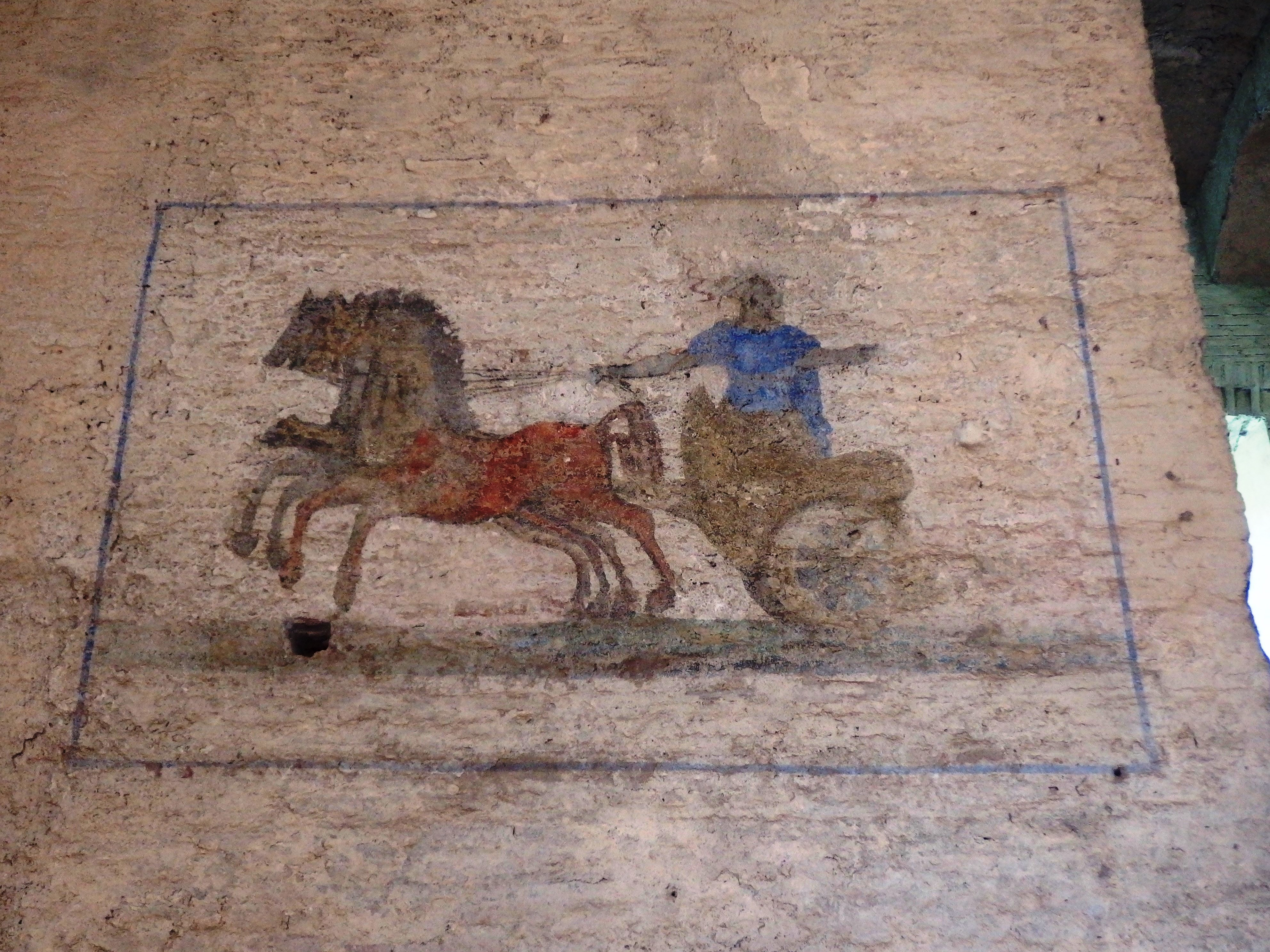
Detalhe de um dos afrescos.
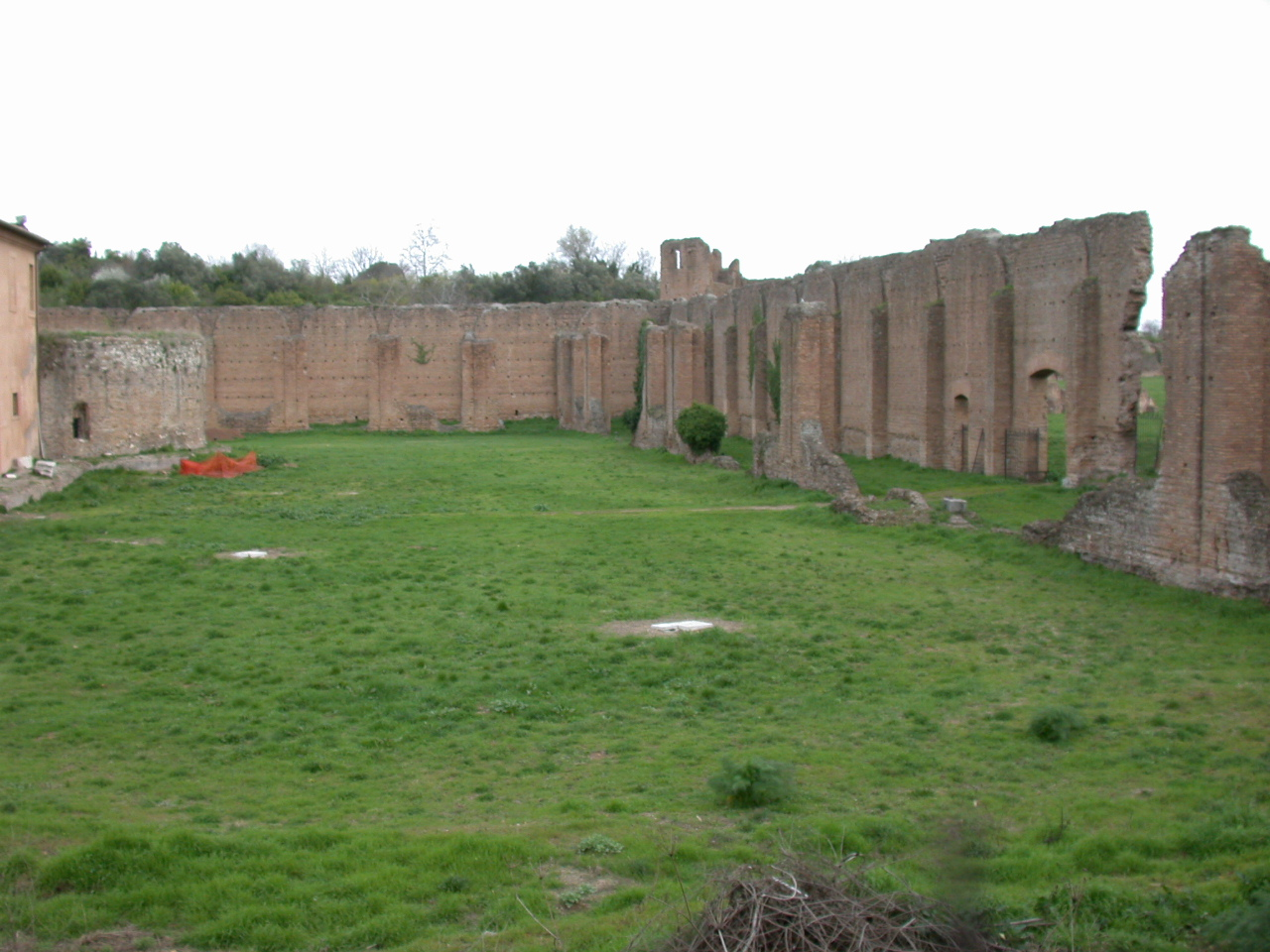
Restos do quadripórtico.
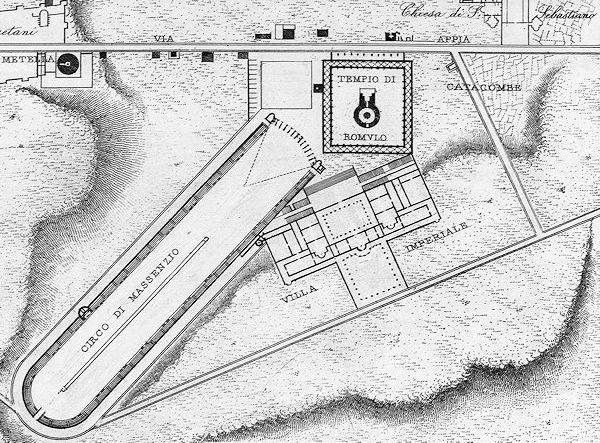
Diagrama da Villa de Maxêncio.